# Spodnji Petelinjek
Spodnji Petelinjek – wieś w Słowenii, w gminie Lukovica. W 2018 roku liczyła 22 mieszkańców.